# Jan Žambůrek
Jan Žambůrek (ur. 13 lutego 2001) – czeski piłkarz występujący na pozycji pomocnika w duńskim klubie Viborg FF. Wychowanek Bohemiansu 1905, w trakcie swojej kariery grał także w Brentford i Shrewsbury Town. Młodzieżowy reprezentant Czech.